# 瓦尔塞尔
瓦尔塞尔（法語：Valserres，法語發音：[valsɛʁ]）是法国上阿尔卑斯省的一个市镇，位于该省南部，属于加普区。

## 地理
瓦尔塞尔（44°29'20"N, 6°7'39"E）面积11.92 平方千米，位于法国普罗旺斯-阿尔卑斯-蓝色海岸大区上阿尔卑斯省，该省份为法国东南部内陆省份，北起萨瓦省，西北接伊泽尔省，西南接德龙省，南至上普罗旺斯阿尔卑斯省，东北部与意大利接壤。
与瓦尔塞尔接壤的市镇（或旧市镇、城区）包括：皮耶居、旺特罗勒、雅尔热、勒莫隆、圣艾蒂安勒洛。

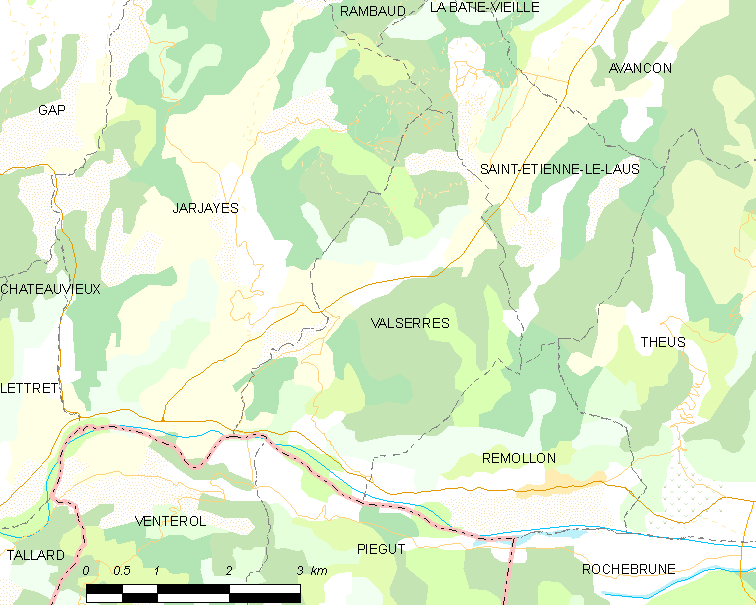
瓦尔塞尔的OSM定位图

瓦尔塞尔的时区为UTC+01:00、UTC+02:00（夏令时）。

## 行政
瓦尔塞尔的邮政编码为05130，INSEE市镇编码为05176。

## 政治
瓦尔塞尔所属的省级选区为塔拉尔县。

## 人口

1962-2008年间瓦尔塞尔人口变化图示

瓦尔塞尔于2022年1月1日时的人口数量为285人。